# Драга Љочић
Драга Љочић (Шабац, 22. фебруар 1855 — Београд, 5. новембар 1926) била је прва српска лекарка, феминисткиња и суфражеткиња. Медицину је студирала у Цириху, као једна од ретких жена студената медицине у то време.
Била је велика филантропкиња и заштитница деце. Искрено и енергично се залагала за отварање дечијих болница, изградњу домова за незбринуту децу. Због ових и сличних ставова често је била прозивана и у јавности препозната као особа која јавно промовише неморал. Њена истрајност, искреност и посвећеност увек су били јачи од било које осуде и она је захваљујући вери у себе и у исправност својих циљева успела да те идеје и реализује.
Драга Љочић је једна од најинтересантнијих жена у модерној историји Србије. Од када је започела каријеру лекарке непрестано се борила са мизогинијом и појединцима који су покушавали да је на сваки начин дисквалификују и уклоне са послова које је обављала. Тешко се запослила у државној служби. Није имала право на једнаку плату, нити пензију. Од младости је водила личну борбу за професионално изједначавање мушкараца и жена и ту борбу је преносила и на женске организације које је основала са својим малобројним истомишљеницама. Јавно се залагала за стицање права гласа за жене, и до краја је остала верна младалачким идејама о социјалној једнакости. Као болничарка, а касније и као лекарка, учествовала је у српско-турским ратовима, српско-бугарском рату у 19. веку, као и балканским и Првом светском рату у 20. веку и на тај начин показала своје безгранично и неупитно родољубље и лојалност отаџбини која јој није узвратила једнаким поштовањем и признавањем њеног професионалног рада.

## Биографија

### Образовање, војна служба, каријера и борба за равноправност
Драга Љочић је рођена у Шапцу 25. фебруара 1855. године. Била је пето дете трговца Диме и Марије. Породица Љочић − првобитно Љочи или Љоти − пореклом је цинцарска, а у Шабац се око 1820. године доселила из Госпеша близу Ресена. Драга је основну школу завршила у Шапцу, а Вишу женску у Београду. Пошто је завршила Лицеј, 1872. је постала прва Српкиња која је похађала циришки медицински факултет. Током студија, Драга Љочић се сусрела са руским студенткињама преко којих се упознала са идејама и учењима руских нихилиста, што је кључно утицало на формирање њених политичких ставова и дефинисало њен однос према феминизму. Када је 1876. почео српско-турски рат (1876-78) напустила је студије и придружила се српској војсци као болничарка. Након учешћа у борби на Шуматовцу одликована је чином поручника. По завршетку рата Драга Љочић се вратила у Цирих, где је 1879. дипломирала са темом Прилог оперативној терапији фимбриома материце и тако постала прва српска лекарка.
По повратку у Србију безуспешно је покушавала да нађе посао у државним институцијама. Упутила је и званичан допис Министарству унутрашњих дела, у коме је тражила да јој издају лиценцу за рад на основу дипломе са циришког универзитета. Неколико пута је одбијен захтев, а изговори за дискриминацију били су различити, а најапсурднији је тај да „ јој се не може удовољити на захтев јер жене не служе војску“, што је у њеном случају била потпуна бесмислица пошто је имала и чин поручника. Тек након личних ургенција краљице Наталије одређена је комисија којој је био задатак да потврди или оспори Драгину стручност. Комисија је, након темељног испитивања, веома повољно оценила стручне квалификације докторке Драге Љочић и тада јој је одобрено да отвори приватну лекарску праксу. У државној служби, међутим, није могла да добије равноправан статус са осталим колегама. Она је тек 1881. успела да се запосли, као лекарска помоћница, у државној болници у Београду. Вршила је дужност руководитељке Женског одељења Опште државне болнице, али са платом и правима лекарске помоћнице. Због невероватне пожртвованости и професионализма који је докторка Љочић показала за време трајања српско-бугарског рата из 1885. унапређена је у секундарног лекара, али ни тада није постала равноправна са колегама: њена нова плата је износила две хиљаде динара годишње, док је њихова била две и по, за њу нису биле предвиђене периодичне повишице, нити је могла новим постављањем остварити право на пензију.
Борба докторке Драге Љочић за професионална права није престала, па се тако 1889. она поново обратила министарству унутрашњих дела, са веома јасним ставом и потпуно резолутним тоном који није био молба већ захтев министру „да има сва лекарска права дата свим лекарима, без разлике пола, санитетским законом...из праксе досадашње господе Министара излази да ја могу као лекар служити државу и преко тридесет година државне службе и да ни у положају, ни у плати не кренем ни мало даље“. Пошто је њен став и захтев сада био одлучнији позван је начелник Санитета да и он искаже своје мишљење. Из поступка и понашања тог човека може се уочити да је средина у којој је Драга Љочић живела и радила била потпуно неспремна и непријатељски настројена према образованим, вредним и самосталним женама. Начелник Санитета је анализу започео изјавом да „женскиња по самој својој физичкој природи позвано је да се наслања на јачег од себе - на човека, који ће руководити у њезином животу“. Општа родна дисквалификација није била довољна већ је отишао корак даље и покушао да у оквирима полне инфериорности оспори њене професионалне компетенције „да ли би госпођа Љочић могла бити срески лекар, окружни, општински или војни лекар...Ко зна природу женскиња која је удата, тај неће много тражити разлога да каже да госпођа Љочић не може ни једну од горе побројаних дужности вршити“. Обратила се и краљу Милану и државном савету, али ништа није побољшало њен професионални положај. Напротив, децембра 1889. добила је решење о отпуштању из службе. Драга је наставила са приватном праксом и веома успешно лечила пацијенте све до завршетка Првог светског рата. Она је ипак, после деценија борби за професионално изједначавање и стицање једнаки права, крајем 1924. године, остварила право на пензију. Новине су објавиле 1925. године да Драга Љочић - Милошевић тада има 70 година живота и 46 година "врло плодне социјалне делатности".
Иако у мирнодопским условима формално није била изједначена са мушкарцима, за време ратова Драга Љочић је имала потпуно признат статус лекара. Поред српско-турских ратова из 1876-1878. године учествовала је у српско-бугарском рату (1885), балканским ратовима и у Првом светском рату. Све време трајања ратова она је као лекарка радила равноправно са колегама. У српско-бугарском рату из 1885. године радила је као једини лекар у три болнице у Београду: Општој државној, Заразној болници и Болници за рањенике, док су њене колеге биле на фронту. Током балканских ратова, радила је у Амбуланти за грађанство и сиротињу и у болници Николе Спасића.

### Филантропија
Драга Љочић је у историји српске медицине запамћена као велика добротворка и као особа која често бесплатно лечила децу, нарочито девојчице, пошто је имала увид у здравствено стање ученица у женским школама. Она је заједно са доктором Лазом Лазаревићем бесплатно лечила девојчице из Женске радничке школе. Са др Јованом Јовановићем је 1904. године основала Материнско удружење и била његова прва председница. Циљ удружења био је старање о напуштеној деци и смањивање смртности новорођенчади. Ни овај филантропски пројекат није остао без осуде јавног мњења. У јавности је ово удружење гласно критиковано, са образложењем да се тако шири неморал, пошто су већина штићеница и штићеника били ванбрачна деца. Захваљујући великом угледу који је Драга ипак уживала, она је успела да се избори и добије зграду где су незбринута деца смештана. Такође се борила да Удружење добије извесну материјалну подршку од Београдске општине. Била је једна од оснивачица и прва председница Друштва београдских жена лекара, 1919. године, које је било веома активно у прикупљању средстава за изградњу прве болнице за жене и децу, у којој је било предвиђено да раде искључиво лекарке. Драга Љочић се изузетно залагала да се та болница што брже изгради, али нажалост због ратних разарања отворена је тек 1929. године, три године после смрти Драге Љочић. Болница је добила име по чувеној шкотској докторки Елсие Инглис.

### Списатељство
Бавила се јавним и педагошким радом из области педијатрије. Превела је са руског књигу докторке Марије Манасејине Гајење мале деце. Свесна да у Србији у то време свест и информисаност мајки о подизању новорођенчади била на незамисливо ниском нивоу, она у предговору превода пише „књигу посвећујем мајкама, јер од њиховог знања зависи ваљано гајење деце“. О значају књиге писали су и рецензенти превода, лекари Лаза Лазаревић и Лаза Докић. Драга Љочић се веома интересовала за достигнућа у домену гинекологије и акушерства. Тако је у часопису Српски архив за целокупно лекарство 1895. представила савремене тенденције гинеколошке праксе из француских и немачких стручних часописа. Била је 1880. године и помоћница уредника Српског архива, али је на том месту остала само неколико месеци пошто је септембра 1880. године отпутовала на Крим. Поред превода стручних текстова, Драга Љочић је оставила за собом и дневничке забелешке, које су веома драгоцен извор података за стварање целовитије слике о овој храброј, паметној и вредној жени.

### Политички ангажман
Драга Љочић заузима, такође, значајно место и у историји српског феминизма. По повратку из Цириха придружила се приватним окупљањима, поселима - како их Неда Божиновић зове, на којима се разговарало о феминизму, о руским нихилисткињама као поборницама женске равноправности и о идејама једнакости и социјалне правде, као и о неопходности за родну једнакост у свим професијама. С тим у вези се и 1909. године када је мењан Санитетски закон, заједно са колегиницом Евом Хаљецком, лекарком Нишке болнице, ватрено залагала да се лекарке у правима изједначе са колегама, написавши да „професионалне компетенције и моралне вредности морају бити једини услов за запошљавање“. Предлог закона који су потписале лекарке и наставнице у Вишој женској школи био је одбачен у Народној скупштини, али је ипак узбуркао женску јавност у Србији. Велику помоћ у померању граница женских права у Србији Драги Љочић пружиле су др Марија Фјодоровна Зиболд и др Раиса Самуиловна Свјатловска, две лекарке које су у Србију дошле са руском лекарском мисијом током Првог српско-турског рата 1877. године, а са којима се Драга упознала још током студија у Цириху. Решивши да остану у Србији, ове две лекарке су већ крајем 1877. упутиле молбу министру унутрашњих дела да им дозволи да ради као лекари. Иако је тада одговор био негативан, то је ипак био почетак борбе да се права жена лекара у Србији изједначе са правима њихових мушких колега.
Личним залагањем и животом, Драга Љочић је доста радила на пољу еманципације жена у Србији. Имала је јасан став и лично искуство како је образована жена третирана у Србији крајем 19. и почетком 20. века. Своја феминистичка уверења је исказивала кад год је било могуће. Тако се на седницама Српског лекарског друштва непрестано залагала за бољи однос према лекаркама. Заједно са неколико знаменитих Београђанки, Драга Љочић је 1906. основала Српски народни женски савез, који је објединио сва женска удружења у Србији. Како је у много чему била прва, Драга Љочић је била и једна од првих српских суфражеткиња. Она се јавно залагала за неопходност стицања политичких права за жене. На Другом редовном Главном скупу Српског народног женског савеза, марта 1911, Драга Љочић је заједно са Јеленом Спасић обавестила окупљене да социјалисткиње припремају петицију којом ће тражити опште право гласа, једнако за мушкарце и жене. Предложиле су и позвале чланице Савеза да се придруже потписивању ове петиције. Може се са сигурношћу закључити да је овај, иако у крајњој реализацији неуспешан подухват, један од најзначајнијих догађаја у историји жена у Србији 19. века.

### Приватни живот и породица
Драга Љочић је била удата за Рашу Милошевића, једног од оснивача Народне радикалне странке. Прва је Српкиња која је поред мужевљевог презимена задржала и девојачко. Имали су петоро деце. Живот са њим је био пун неизвесности, та је тако због активности у Тимочкој буни, био ухапшен и осуђен на смрт у време њеног порођаја. Та казна је преиначена и он је услед политичких промена пуштен из затвора три године након пресуде. Драга Љочић је својом храброшћу, борбом, професионалним залагањем дала пример и кћерки Радмили, која је, иако потпуно свесна какав је живот лекарке у Србији, одлучила да следи мајку и да у Цириху заврши студије медицине.
Живела је на спрату зграде која се налазила на месту каснијег Хотела Москва (тј. палате Росија). Упадала је у очи Београђанима због кратко ошишане косе и црног мушког шешира.
Докторка Драга Љочић је преминула 5. новембра 1926. године у Београду, у седамдесет првој години. Сахрањена је на Новом гробљу у Београду.
Дом здравља у Шапцу носи њено име. Установљена је награда названа по њој.